# Dominique Hieronime Radziwill
Dominique Hieronime Radziwill, né le 4 août 1786 à Biała Podlaska et mort le 11 novembre 1813 à Lauterecken, est un aristocrate et militaire polonais qui a servi dans l'armée napoléonienne lors des guerres du Premier Empire.

## Biographie
Fils unique du prince Hieronim Radziwiłł et de Sophie Frédérique de Turn-Taxis (en), Dominik Hieronim Radziwiłł est le onzième ordynat de Nieśwież et Ołyka et propriétaire des domaines de Birże, Dubinki, Słuck, Kopyl et Biała.
Après la mort de son père, il est recueilli et élevé par son oncle Karol Stanisław Radziwiłł puis, après le décès de ce dernier, par le prince Adam Czartoryski. Il hérite des biens de son oncle.
En 1804, il reçoit le titre de chambellan du tsar Alexandre et s'installe à Nieśwież. Il reconstruit et agrandit la ville. Il se passionne pour les chevaux et il leur installe des écuries de luxe (avec marbres, tapisseries, miroirs).
En 1807, il épouse Teresa Mniszech mais le mariage ne dure que 14 jours. Il se rend à son palais de Varsovie avec Teofila Morawska, qu'il épouse en 1809 et avec qui il a deux enfants : Aleksander Dominik et Stefania.
En 1810, il rejoint l'armée du duché de Varsovie en tant que colonel, commandant du 8e régiment de chevau-légers lanciers. Le tsar, sous prétexte du non remboursement du prêt, lui confisque ses possessions qui se retrouvent après les partages de la Pologne dans l'Empire russe.
En 1812, il participe à la campagne de Russie et est blessé à la bataille de Vitebsk le 27 juillet. Le 27 octobre, il passe au 1er régiment de lanciers polonais de la Garde impériale en tant que colonel-major. En 1813, lors de la campagne d'Allemagne, il prend le commandement des escadrons du régiment rattachés à la Vieille Garde et est une nouvelle fois blessé à la bataille de Hanau, le 30 octobre, par un boulet qui lui enlève son chapska. Radziwiłł meurt le 11 novembre d'une attaque d'apoplexie des suites de cette blessure.